# Empoisonnement de liste
Dans le monde du courrier électronique, un empoisonnement de liste (en anglais, list poisoning) est l'ajout d'adresses électroniques invalides dans les listes d'adresses des polluposteurs pour augmenter leur coût d'exploitation.

## Source
- (en) Cet article est partiellement ou en totalité issu de l’article de Wikipédia en anglais intitulé « List poisoning » (voir la liste des auteurs).